# Villaflor (Ávila)
Villaflor es una localidad y municipio español perteneciente a la provincia de Ávila, comunidad autónoma de Castilla y León. Este municipio limita al norte con el municipio de San Pedro del Arroyo, Gallegos de Altamiros, Bularros y la Dehesa de Miranda al sur, con el municipio de Brabos y Santo Tomé de Zabarcos al oeste, y al este con los municipios de Aveinte y Muñoyerro. Cuenta con una población de 99 habitantes (INE 2024).

## Símbolos
El escudo heráldico y la bandera que representan al municipio fueron aprobados oficialmente el 20 de febrero de 1995 y sus descripciones son las siguientes:

«Escudo cortado y medio partido. Primero de gules villa de plata con torre almenada saliendo busto del Rey de plata. Segundo de plata Cruz de Santiago de gules. Tercero de oro rosa de gules. Al timbre Corona Real cerrada.»
Boletín Oficial de Castilla y León nº 48 de 9 de marzo de 1995

«Bandera rectangular de proporciones 2:3, formada por dos triángulos que forman la diagonal del ángulo superior del asta al inferior del batiente, siendo este rojo con rosa blanca y blanco con Cruz de Santiago roja el superior.»
Boletín Oficial de Castilla y León nº 48 de 9 de marzo de 1995

## Geografía
Ubicación
La localidad está situada a una altitud de 977 m s. n. m.
| Noroeste: Santo Tomé de Zabarcos | Norte: San Pedro del Arroyo | Noreste: Aveinte  |
| Oeste: Brabos                    |                             | Este: Bularros    |
| Suroeste: Brabos                 | Sur: Gallegos de Altamiros  | Sureste: Bularros |

Hidrografía
La hidrografía del municipio está formada principalmente por el río Espinarejo, antiguamente también llamado Jimonte, que nace en Sanchorreja y que fluye paralelo al Arevalillo para juntarse y desembocar en el río Adaja y a su vez al río Duero. También hay que destacar los numerosos barrancos o carcabas de las que nacen pequeños arroyos, o torrentes, destacando "La Mojea", "la Barranca" y la "Fuente de la mora", esta última muy conocida en la zona por su buen agua para guisos y cocidos.

## Historia
En el municipio de Villaflor se desconocen asentamientos anteriores a la repoblación de la Edad Media; a diferencia de otros municipios colindantes, como la Villa romana de El Vergel en San Pedro del Arroyo, de origen romano u otros de origen celta, visigodo o árabe.
Es a partir de la conquista de Toledo (1085) cuando el territorio deja de ser tan inseguro debido a las luchas entre cristianos y musulmanes. La idea de repoblar estos territorios conquistados por parte del Rey y al mismo tiempo de ir creando fronteras, cuando emigrantes del norte se asientan fundando nuevos poblados o aldeas. En la provincia de Ávila el principal valedor para esta misión repobladora es Don Raimundo de Borgoña durante el reinado de Alfonso VI. Los núcleos de población se constituyeron como polos de una civilización que se extendió de forma paulatina hacia el medio rural, creando localidades con poca población dedicadas al cultivo de la tierra.

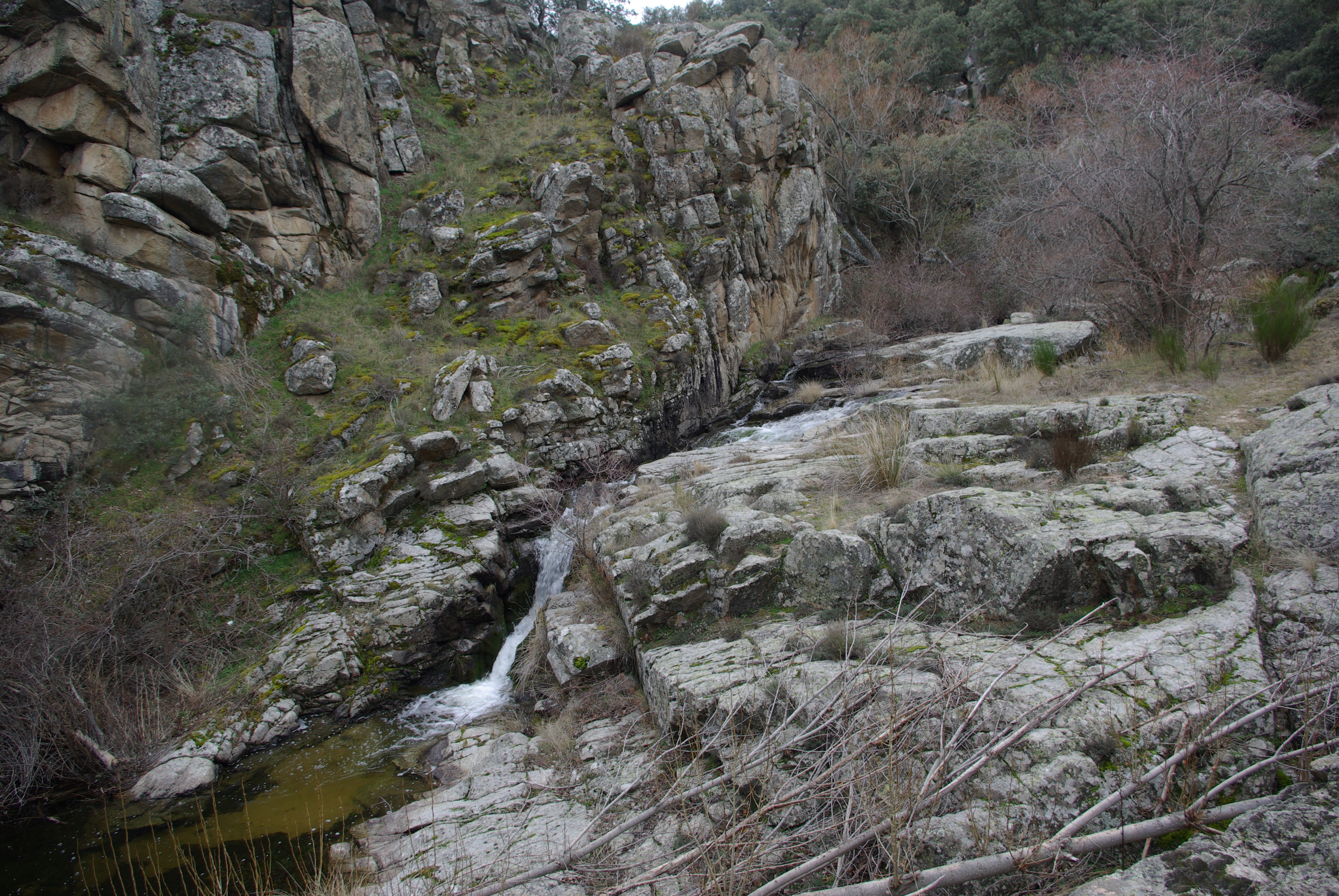
Río Espinarejo, afluente del río Arevalillo

A finales del siglo XIII, en el Cabildo de la Moraña aparecen 20 nuevas aldeas y entre ellas cabe destacar por su proximidad a Villaflor, Gallegos de Altamiros, Muñoyerro, Manzaneros, Bularros y La Gasca, perteneciente al municipio de Villaflor. Aunque no tenemos constancia exacta de su fundación (Crónica de la Población de Ávila), todo nos parece indicar que es por esta época cuando se da el asentamiento de colonos en Villaflor.
En principio, se dedicarían al desbroce para luego roturar la tierra (Rozas). Se combinaría la agricultura con la ganadería. 
Las casas de material pobre, adobe y piedra, con tapias y corrales para el paso de carros y ganadería. Al lado, las huertas, cercas para el ganado y las eras. Cercano al poblado un río y con posibles presas o regueras. Y poco a poco la formación de caminos de comunicación. El utillaje de lo más primitivo y sencillo, como el azadón, el arado y el cigüeñal. El fin era la subsistencia. La tierra era propiedad de grandes señores, nobles e iglesia que el Rey donaba como distintos favores. Según transcurre el tiempo, el colono adquiere en propiedad estos terrenos, que compra a unos y a otros.
Comienzan las primeras bases y una nueva estructura con la creación del Concejo de Ávila y El Cabildo Catedralicio. Con estos organismos, aparece una primera organización reglada del fisco y diversas contribuciones. Y es a partir de estas bases cuando se va generando un avance y un progreso general, contando con los cambios de la historia. Cómo se estructura y aparece el poder legislativo desde la creación de los primeros Concejos al actual Ayuntamiento que representa al pueblo, la evolución de la Justicia solucionando sus primeros pleitos, la riqueza arquitectónica y monumental de la Iglesia, así como la influencia ejercida en el ámbito social, la creación de la primera Escuela y, en general, su estructura hasta la actualidad.
Uno de los muchos asentamientos en la provincia de Ávila durante la etapa de la Repoblación corresponde a nuestro municipio de Villaflor. Territorio que puede considerarse de transición entre la llanura, hoy día dedicado a la agricultura (La Moraña) y la montaña, cuyo árbol emblemático sigue siendo la encina. Aquí se instalaron nuestros ancestros y primeros pobladores creando una nueva aldea con objeto de explotar la tierra. Auto-abastecimiento mediante producción y consumo.
El sistema empleado, como los historiadores denominan, es el de Rozas o Círculo, que en Villaflor se aprecia claramente. El primero estaría formado por viviendas con calles orientadas hacia una principal (en el año 1750 tan sólo había tres calles: Calzada Real de Peñaranda, Pública y Callejuela, y al lado un elemento fluvial básico). Un segundo círculo, y de gran extensión, dedicado a la labranza. Y un tercero que quedaría para monte: La Gasca, Ovieco y La Mojea. En el pasado unidos y en medio del pequeño valle que ha ido formando el río a través de los años, huertas a ambos lados, arboledas y prados. Cabe destacar la Dehesa Boyal, de origen concejil, aprovechada por los ganados del municipio y fuente de ingresos para el Ayuntamiento.
En un principio, los primeros pobladores se dedicarían al desbroce para continuar con la roturación de la tierra. Un pequeño grupo ostentaba la propiedad. Son donaciones reales y favores para nobles, caballeros, órdenes militares e Iglesia, y, como consecuencia, fuente de todo poder. Se crea un vínculo Señores-Vasallos que perdura durante muchos años y en donde los colonos serían los encargados de labrar la tierra y entregar los beneficios a sus señores. Durante muchos años funciona de esta forma, en donde todo gira alrededor del trabajo. De forma manual, de sol a sol, con herramientas sencillas y primitivas y con la ayuda inestimable del animal de tiro y carga.
Consideramos la aldea como una unidad administrativa elemental, cuya institución específica era el Concejo Rural. La agrupación de varios Concejos formarían los diferentes Sexmos (Villaflor perteneció al Sexmo de San Pedro), pero supervisado y bajo la normativa abulense.
En principio, y con objeto de defender los intereses comunes, surgen las reuniones de Concejo, abierto a todos los vecinos del pueblo que se congregaban a la vera de la Iglesia y a toque de campana. Poco a poco se va estableciendo un nuevo orden judicial, administrativo y municipal. Va generando una nueva estructura social y un Ayuntamiento que organiza y dirige. Al comienzo era el Concejo para continuar con la aparición de Alcaldes y Regidores y limitado a unos cuantos, los que abonaban tributo, hasta llegar a una mayor democratización del sistema.
A partir del siglo XIX es cuando realmente Villaflor comienza a estructurarse, siendo sus primeros ingresos la renta que le proporciona el remate anual de la casa-taberna, derechos del vino y alcohol y renta de la Dehesa-Boyal. Aparecen los primeros contratos con el maestro, cirujano, herrador, correo, guarda de los trigos…
Se continúa con el proceso de asentamiento, evolucionando en todas las áreas.
Proceso de modernización
Cabe destacar la llegada de la luz al municipio a cargo del Alcalde Don Alejandro Muñoz, en el año 1935. Destacamos también, nos parece importante, la etapa de cambios y sensibilidad de bienestar que el obrero demanda a raíz de Las Bases de Régimen Agrícola de La República, con la creación de la Sociedad de Trabajadores de la Tierra “La Barranca”.
En el área judicial, explicar su evolución desde los primeros pleitos, en donde cada parte nombra a su “hombre bueno”, y la justicia concejil, con los juicios de conciliación. Especialmente se dan ejemplos de los más ricos contra los pobres y contra el Ayuntamiento por entrar el ganado a pastar en terrenos de los terratenientes.
Ya desde los orígenes, la presencia de la Iglesia y el tema religioso ha sido tan real y fundamental en la vida de los hombres que han marcado una forma de vivir y actuar que perdura hasta nuestros días. Se afianza aún más en la era medieval, y, sobre todo, en el área rural, en donde se mantienen vivas muchas tradiciones. Era importante por su influencia y el poder que ejercía. Por un lado, contribuye de forma fundamental a la creación de un sistema de vida basado en unas obligaciones, ritos, costumbres, cuyo fin era la salvación de las almas. Y en otro aspecto, nos deja una herencia de maravillosas obras de arte y arquitectura. Sin olvidar el lado económico, obligación mediante contribuciones a partir de que surge el Obispado con los Arcedianatos (Villaflor pertenecía al de Ávila) y, a su vez, divididos en Cabildos.
Otro de los temas a destacar por su importancia es la cultura, la Escuela como instrucción pública. Nunca antes había sido obligatoria hasta que se instaura en el siglo XVIII y XIX. Villaflor, como la mayoría de los pueblos, no disponía de local ni fondos para su construcción. Escritos antiguos del Ayuntamiento, ver “Libro de Acuerdos de Villaflor”, reflejan la existencia de una enseñanza anterior a 1856, donde los gastos corrían a cargo de la Iglesia. Pero es a partir de este año de 1856 cuando el Ayuntamiento asume esta competencia. En diferentes escritos refleja su preocupación e interés por el tema de la enseñanza. Manda y solicita una subvención al Ministerio de Instrucción Pública por medio del Señor Gobernador, escrito con el presupuesto necesario para la construcción de la Escuela, menaje y sueldo para el maestro. En este año el padrón era de 28 vecinos.
En el año 1859 se firma el primer contrato con Don Mauricio López por 10 años y a pagar en especies, por no disponer de fondos. Se comprometen el Ayuntamiento, la Junta de Instrucción Primaria y los mayores contribuyentes del pueblo. Escuela unitaria para niños de 6 a 12 años de edad y niñas de 6 a 11 años.
En 1925, el maestro Don Francisco tenía a su cargo de 80 a 90 niños y niñas.
Respecto al área de Sanidad, el Ayuntamiento carece de datos. Suponemos que durante muchos años se regiría similar o igual a lo que la historia refleja en la provincia de Ávila y alrededores.
Curanderos, remedios caseros y boticas. El primer contrato de que dispone el Ayuntamiento es de fecha 29 de septiembre de 1855, con Don Gabriel Pérez, facultativo de Santo Tomé de Zabarcos, para atender a los enfermos y con unas condiciones: Visita cada tercer día y en caso de peligro, visita diaria. El enfermo debe estar bien acondicionado. Las viudas sin familia y los menores abonarían la mitad. Afeitado cada ocho días. El Ayuntamiento se compromete a cobrar a los vecinos y satisfacer la asignación en fanegas de trigo.
Por esta época se crea la Junta de Beneficencia con objeto de atender a las personas con necesidades de asistencia por su pobreza y la Junta de Sanidad, cuyo cometido es proponer al Ayuntamiento medidas de higiene y prevención de enfermedades. Como curiosidad, la primera mujer que aparece y pertenece a esta Junta es Doña María Muñoz Martín, el 9 de febrero de 1925.
Al igual que el resto de España, nuestro pueblo padeció los efectos de la guerra, posguerra y emigración. Años tumultuosos, ingratos y tristes que influyeron en todos los ámbitos. Muchos de nuestros vecinos y familiares recuerdan esta etapa con resignación y tan sólo piden y desean que no se vuelva a repetir.
Por desgracia, y en todos los lugares de la tierra ha habido acontecimientos trágicos y desgracias que pasan a formar parte de la historia en una época y lugar determinado. Son los denominados “días negros”. Villaflor recuerda a todos sus vecinos que murieron de forma trágica y hace una mención especial a la riada de junio de 1959.

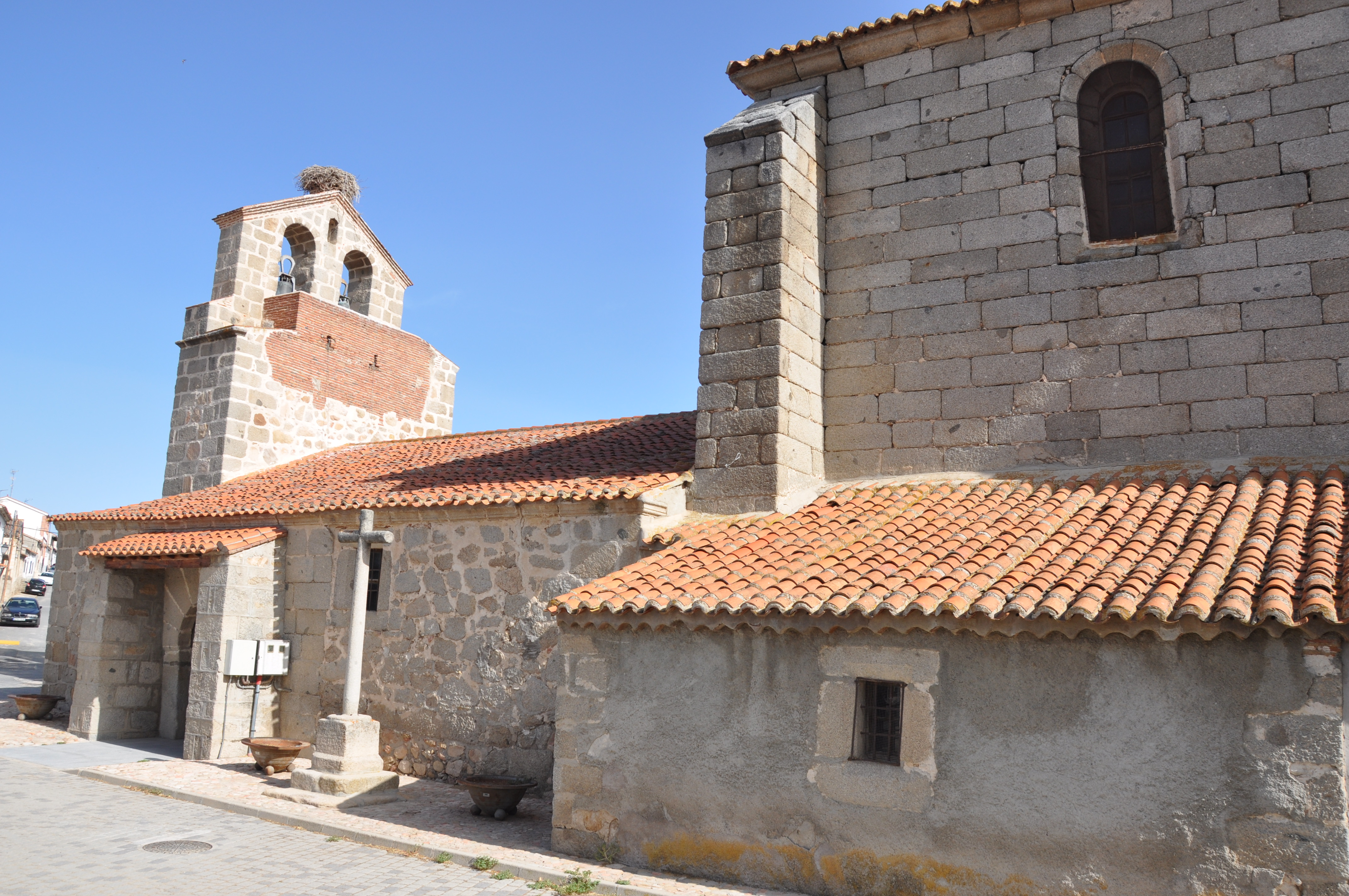
Iglesia parroquial de Santiago apóstol

## Demografía
Villaflor cuenta con una población de 99 habitantes (INE 2024).
| Gráfica de evolución demográfica de Villaflor entre 1842 y 2021                                                       |
| |
| Población de derecho según los censos de población del INE. Población de hecho según los censos de población del INE. |

## Patrimonio
El municipio destaca por su iglesia parroquial del año 1545. La iglesia debería de haber tenido mayor tamaño, dado el volumen de la cabecera. Tiene un retablo del mismo siglo, formado por catorce tableros, posiblemente procedente de la Escuela de Berruguete. Varias esculturas con una devoción especial a nuestro patrón Santiago Apóstol. Contaba con dos ermitas ya desaparecidas: La Virgen del Valle y Cristo de la Cruz, además de un calvario de cruces alrededor del pueblo.
También cabe destacar los restos de un antiguo palacio en el paraje natural de "La Gasca", en donde también podemos encontrar los restos de un molino que usaba el río Espinarejo para abastecerse de la fuerza para moler.

## Cultura

### Festividades
La fiesta mayor es el día de Santiago, el 25 de julio; durante toda una semana se suceden diversas actividades dirigidas a los diferentes públicos, destacan las siguientes: Milla a Villaflor, diversos campeonatos de cartas, campeonato de fútbol 3, Ofrenda Floral al Santo Patrón, verbenas amenizadas por grandes orquestas...
Otras fiestas que se celebran son las de San Blas (el 3 de febrero), Santa Águeda (el 5 de febrero) y San Marcos (el 18 de junio).
Por otro lado, se ha de tener en cuenta el Belén Viviente que se realiza coincidiendo con la Cabalgata de los Reyes Magos, Carnavales, Semana Santa con su solemne procesión de "La Soledad", los altares del día del Corpus así como la puesta de "El Mayo" en la madrugada del 1 de mayo.